# Wachtang Blagidze
Wachtang Blagidze (gruz. ვახტანგ ბლაგიძე; ros. Вахтанг Германович Благидзе; ur. 23 lipca 1954 w Czoczchati) – radziecki zapaśnik startujący w stylu klasycznym. Złoty medalista olimpijski z Moskwy 1980 w kategorii 52 kg.
Mistrz świata w 1978 i 1981. Mistrz Europy w 1978 i 1980. Mistrz uniwersjady w 1977. Drugi w Pucharze Świata w 1982 roku.
Mistrz ZSRR w 1981; trzeci w 1976 i 1980 roku.